# Маршелін Бертран
Марсія Лінн «Маршелін» Бертран (англ. Marcia Lynne «Marcheline» Bertrand, 9 травня 1950 — 27 січня 2007) — американська акторка та кінопродюсерка та активістка. Мати акторки Анджеліни Джолі та актора Джеймса Хейвена.

## Раннє життя
Бертран народилася в лікарні Святого Франциска в Блу-Айленді, штат Іллінойс, і виросла в сусідньому містечку Рівердейл. Її батьками були Лоїс Джун (до шлюбу Гувенс) і Ролланд Ф. Бертран. У неї було двоє молодших братів і сестер: сестра Деббі та брат Рейлі. 1965 року сім'я Бертран переїхала з Чикаго до Беверлі-Гіллз, штат Каліфорнія, де вона відвідувала школу Беверлі-Гіллз із другого курсу і до закінчення школи.
Батько Бертран був франко-канадського походження, а мати — голландського та німецького, з предками, які іммігрували до США в середині 19 століття. Бертран стверджувала, що має ірокезьке походження по лінії батька, хоча її єдиним відомим корінним американським предком є гуронська жінка, яка народилася в 1649 році в сучасному Квебеку. За словами її дочки, Бертран часто помилково ідентифікували як французьку акторку через її сценічний псевдонім: «Моя мама настільки далека від французької парижанки, наскільки це можливо. Вона виросла в боулінгу, яким володіли мої дідусь і бабуся».
Бертран одружилася з актором Джоном Войтом 12 грудня 1971 року. Після викидня 1972 р. народила двох дітей, Джеймс Гейвен і Анджеліна Джолі (обоє актори). Розлучилася з Войтом у 1976 році, публічно посилаючись на зраду Войта. Подала на розлучення в 1978 році, яке було остаточно оформлене в 1980 році.
Після юридичного розлучення з Войтом Бертран почала стосунки з режисером-документалістом Біллом Деєм. Прожила з ним 11 років без оформлення шлюбу. У подальшому зустрічалася активістом і музикантом Джоном Труделлом.
На момент її смерті Бертран мала чотирьох онуків від доньки. Ще одна онука, яка народилася наступного року, отримала на її честь друге ім'я Маршелін.
Бертран була римо-католичкою.
Наприкінці життя Бертран віддавала перевагу усамітненню і не давала інтерв'ю. Після майже восьмирічної боротьби з раком яєчників і молочної залози вона померла у віці 56 років 27 січня 2007 року в медичному центрі Cedars-Sinai в компанії своїх дітей. Мати та сестра Бертран також померли від раку. Її дочка пояснювала: «Моя бабуся також померла молодою, тому мама завжди думала, що це може трапитися і з нею».

## Кінокар'єра
У перші роки акторської кар'єри Бертран навчалася у Лі Страсберґа. 1971 року вона втілила Конні в епізоді «Любов, мир, братерство і вбивство» четвертого сезону телесеріалу «Залізний бік». Десять років по тому з'явилася у другорядній ролі у фільмі 1982 року «У пошуках виходу» (Lookin' to Get Out), який написав і зняв її колишній чоловік Джон Войт. Наступного року Бертран зіграла свою останню роль у комедії 1983 року «Чоловік, який любив жінок», ремейку однойменного французького фільму 1977 року.
Після цього Бертран зосередилася на продюсуванні. У 1983 році вона заснувала компанію Woods Road Productions разом зі своїм тодішнім партнером Біллом Деєм. У 2005 році Бертран була виконавчою продюсеркою документального фільму «Трудель», що розповідає про життя і творчість її партнера Джона Труделя, музиканта та активіста індіанців санті-сіу. Фільм «Трудель» брав участь в офіційних програмах кінофестивалів «Санденс» і «Трайбека», а також отримав спеціальний приз журі за найкращий документальний фільм на Міжнародному кінофестивалі в Сіетлі.

## Гуманітарна діяльність
Бертран з Джоном Труделлом заснували Фонд усіх племен, щоб підтримати культурне та економічне виживання корінних народів. До 2007 року фонд виділив понад $800 000 грантів на програми в резерваціях, які зміцнюють племінний спосіб життя та гарантують майбутнє для корінних громад.
У Міжнародний жіночий день у 2003 році Бертран і Труделл організували благодійний концерт для афганських біженок спільно з Управлінням Верховного комісара ООН у справах біженців.
Бертран, у якої в 1999 році діагностували рак яєчників, також заснувала разом з Труделем організацію Give Love Give Life, метою якої було підвищити обізнаність громадськості про рак яєчників та інші гінекологічні захворювання за допомогою музики. Перший концерт Give Love Give Life відбувся в лютому 2004 року в клубі The Roxy в Західному Голлівуді. Бертран і Труделл працювали над організацією стратегічної підтримки в музичній і кіноспільноті Закону Джоанни, закону про фінансування національної інформаційно-просвітницької діяльності та освіти про ознаки та симптоми гінекологічних раків, який був підписаний 12 січня 2007 року. На користь Жіночого науково-дослідного інституту раку при медичному центрі Cedars-Sinai, пройшов другий концерт Give Love Give Life відбувся в амфітеатрі Gibson в Лос-Анджелесі в лютому 2007 р., через місяць після того, як Бертран померла від раку.

## Фільмографія
| Назва                     | Рік  | Роль                      | Примітки                                           |
| ------------------------- | ---- | ------------------------- | -------------------------------------------------- |
| Айронсайд                 | 1971 | Конні                     | Серіал Епізод: «Любов, мир, братерство і вбивство» |
| У пошуках виходу          | 1982 | Дівчина в автомобілі Jeep |                                                    |
| Чоловік, який любив жінок | 1983 | Дівчина                   | (фінальна роль у фільмі)                           |
| Труделл                   | 2005 |                           | Документальний фільм Виконавчий продюсер           |

## Додаткові посилання
- Marcheline Bertrand at IMDb
- Marcheline Bertrand at AllMovie
- Marcheline Bertrand memorial page
- Marcheline Bertrand's will
- Official site of Give Love Give Life Archived January 29, 2012, at the Wayback Machine